# Aum!
Aum! es una película de falso documental de aventuras de Indonesia de 2021, dirigido y coescrito por Bambang "Ipoenk" Kuntara Mukti en su debut como director. La película cuenta una historia de ficción sobre la caída de Suharto en 1998.

## Sinopsis
Aum! habla de dos activistas, Satriya y Adam, que luchan junto con otros activistas para dar voz a la comunidad marginada a la que oprimió el gobierno nacional antes de la Reforma en 1998.

## Reparto
- Jefri Nichol como Satriya/Surya Jatitama
- Chicco Jerikho como Panca Kusuma Negara
- Aksara Dena como Adam/Bram Sanjaya
- Agnes Natasya Tjie como Linda Salim
- Mr. Richard como Paul Whiteberg
- Dhisga Amandatya como Dodi
- Seteng Sadja como Sardi Hartanto/Ardiman Wicaksono
- Kukuh Riyadi como Anwar
- Muhammad Ibnu Shohib como Malik
- Aryudha Fasha como Soni
- Djohan Ekspresi como Johan

## Producción
La filmación tuvo lugar en Yogyakarta durante la pandemia de COVID-19 y siguió los protocolos de seguridad locales de COVID-19.
La interpretación de Nichol de Satriya y Surya Jatitama está inspirada en Budiman Sudjatmiko, un activista de la Reforma.

## Lanzamiento
Aum!se anunció por primera vez durante el lanzamiento de la aplicación móvil del servicio de video bajo demanda Bioskop Online, considerado su película original, el 1 de abril de 2021. La película se estrenó el 30 de septiembre de 2021. En su fecha de estreno, la película y su hashtag "#MengAumHariIni" fueron tendencia en Twitter.